# Bělehradská filharmonie
Bělehradská filharmonie (srbsky Beogradska filcharmonija) je nejvýznamnější srbský symfonický orchestr, sídlící v hlavním městě Bělehradě. Byla založena v roce 1923.
Na rozdíl od většiny evropských zemí a měst Srbsko s Bělehradem poněkud zaostávalo ve vývoji svého hudebního orchestru. Ten byl založen až v roce 1923. Jeho zakladatelem, prvním hudebním ředitelem a prvním šéfdirigentem byl Stevan Hristić, významný srbský hudební skladatel a dirigent. První koncert Bělehradské filharmonie proběhl 28. dubna 1923 právě pod taktovkou maestra Hristiće. Díky trvalému růstu zájmu o klasickou hudbu se orchestr postupně rozrůstal a svého vrcholu dosáhl v roce 1960. Vzhledem k Jugoslávské občanské válce došlo v roce 1990 k pádu orchestru; obnoven byl až v roce 2000, kdy se spoustou mladých nadějných hudebníků podnikl zahraniční turné po Slovinsku, Rakousku, Itálii a Švédsku.
V současnosti pořádá filharmonije řadu úspěšných koncertů během roku. Sezóna většinou začíná v říjnu a končí v červnu. Novoroční koncert Bělehradské filharmonije je u posluchačů velice oblíbený.
Současným šéfdirigentem orchestru je čínský dirigent Muhai Tan, v minulosti řídili orchestr např. Oskar Danon, Živojin Zdravković, Emil Tabakov, Dorian Wilson, ale i světově proslulý český dirigent a hudební skladatel Rafael Kubelík.
Jeho významnými členy byli či jsou mj. dirigenti sir Colin Davis, Lorin Maazel, Zubin Mehta, klarinetisti Bruno Brun, Milenko Stefanović, Ernest Ačkun, Božidar Milošević, violoncellista Julian Lloyd Webber, pianista Anthon Rubinstein nebo známý český hobojista Jiří Zelba.